# Lycra
Lycra je 

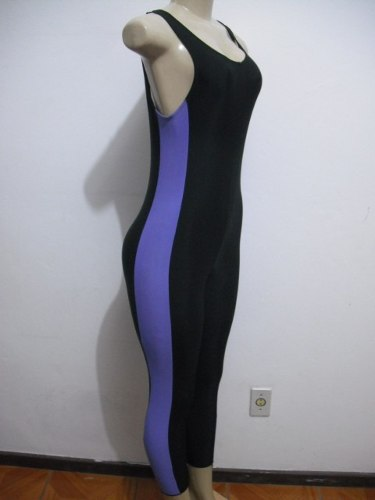
Trikot z lycry

- chráněná značka několika druhů umělých vláken a
- název firmy vyrábějící umělá vlákna

## Vlákno  LYCRA®
Koncem 30. let 20. století bylo v Německu vynalezeno polyuretanové vlákno s vynikající roztažností. V roce 1959 bylo patentováno první elastické vlákno s označením Lycra, v roce 1962 začala firma DuPont s jeho průmyslovou výrobou.

### Způsob výroby a vlastnosti
Asi 90 % elast. vláken se vyrábí technologií suchého zvlákňování. 
Způsob výroby, fyzikální vlastnosti a použití lycry (v principu srovnatelné ostatními značkami elastických vláken jako Spandex, Dorlastan aj.) jsou podrobněji popsány ve článku Elastická vlákna.

### Lycra v 21. století

#### Vlákno LYCRA® T400®
je výrobek, který sestává v každém filamentu ze dvou polymerních komponent s rozdílnými termofyzikálními vlastnostmi. Po zahřátí vlákna se každý polymer sráží odlišně, filament tvoří spirálu a tím se materiál zkadeřuje.
Vlastnosti: Specifická hmotnost se udává s 1,13 g/cm3, roztažnost příze dosahuje až 270 %, po uvolnění napětí se vrací z 99 % na původní délku. Vyrábí se v jemnostech od 33 do 660 dtex. Na trhu je známé asi od roku 2011. 

Lycra T400 EcoMade se vyrábí  tavným zvlákňováním z 50 % recyklovaného polyesteru a 18 % z rostlinných materiálů, proto je hodnocena jako ekologický materiál (eco-friendly). Používá se na tkané i pletené oděvy a ponožky. Výroba je známá od roku 2018.

#### LYCRA® HyFit®
je speciální vlákno určené k použití na výrobky pro osobní hygienu (např. inkontinenční a dětské pleny). Vývoj tohoto materiálu začal v 80. letech 20. století, pod označením T837 LYCRA HyFit se vyrábí od roku 2010. Technické údaje o způsobu zvlákňování a zpracování na plošnou textilii nebyly do roku 2023 zveřejněny.

## Firma Lycra
Čínská investorská společnost Shandong Ruyi koupila v roce 2019 od americké firmy Invista (za 2,6 miliardy USD) kompletní výrobu a patenty na obchodní značky vláken LYCRA®, LYCRA HyFit®, LYCRA® T400®, COOLMAX®, THERMOLITE®, ELASPAN®, SUPPLEX®, TACTEL® a TERATHANE® a nově vzniklou dceřinou firmu nazvala The Lycra Company. Firma sídlí ve Wilmingtonu v USA, má 2600 zaměstnanců v 7 výrobních závodech, v roce 2020 vykázala obchodní obrat 885 milionů USD.
V únoru 2022 převzala firmu The Lycra Company skupina finančních institucí pod vedením jihokorejského investora Lindeman.